# Xylophanes falco
Espèce
Xylophanes falco est une espèce de lépidoptères de la famille des Sphingidae, de la sous-famille des Macroglossinae, tribu des Macroglossini, sous-tribu des Choerocampina, et du genre Xylophanes.

## Description
- L' envergure de l'imago varie de 70 à 80 millimètres. Les papillonsressemblent au Xylophane monzoni mais sont généralement plus pâles, avec un schéma moins diffus et des ailes antérieures plus falciformes. L'abdomen a de longues écailles ressemblant à des cheveux gris-pâle. Le dessus de la partie antérieure est beige-brun pâle de la base au sommet, avec des écailles noires éparses limitées au bord d'attaque antérieur à la tache discale. La base de l'aile présente une suffusion pourpre pâle et des traces de deux lignes médianes partant de la marge intérieure. Il existe un ensemble complet de cinq lignes post-médianes brun foncé et de deux lignes submarginales, toutes nettement définies et convergeant vers le sommet. Il est moins contrasté que Xylophanes monzoni. La couleur de fond de la partie supérieure de l'aile postérieure est brun pâle et la bande médiane est constituée de deux lignes fines, droites et brun foncé. La bande submarginale est présente et de couleur et de largeur similaires aux deux lignes médianes, mais elle est nettement plus sombre que la bande marginale grise.
- Les chenilles sont vertes, turquoise ou violacée avec des points jaunes, sans ocelles dans le deuxième stade larvaire. Il y a un seul grand œil sur le thorax et six cercles blancs sur le côté de la chenille. Il existe également de larges bandes de points blancs ceinturant l'abdomen.

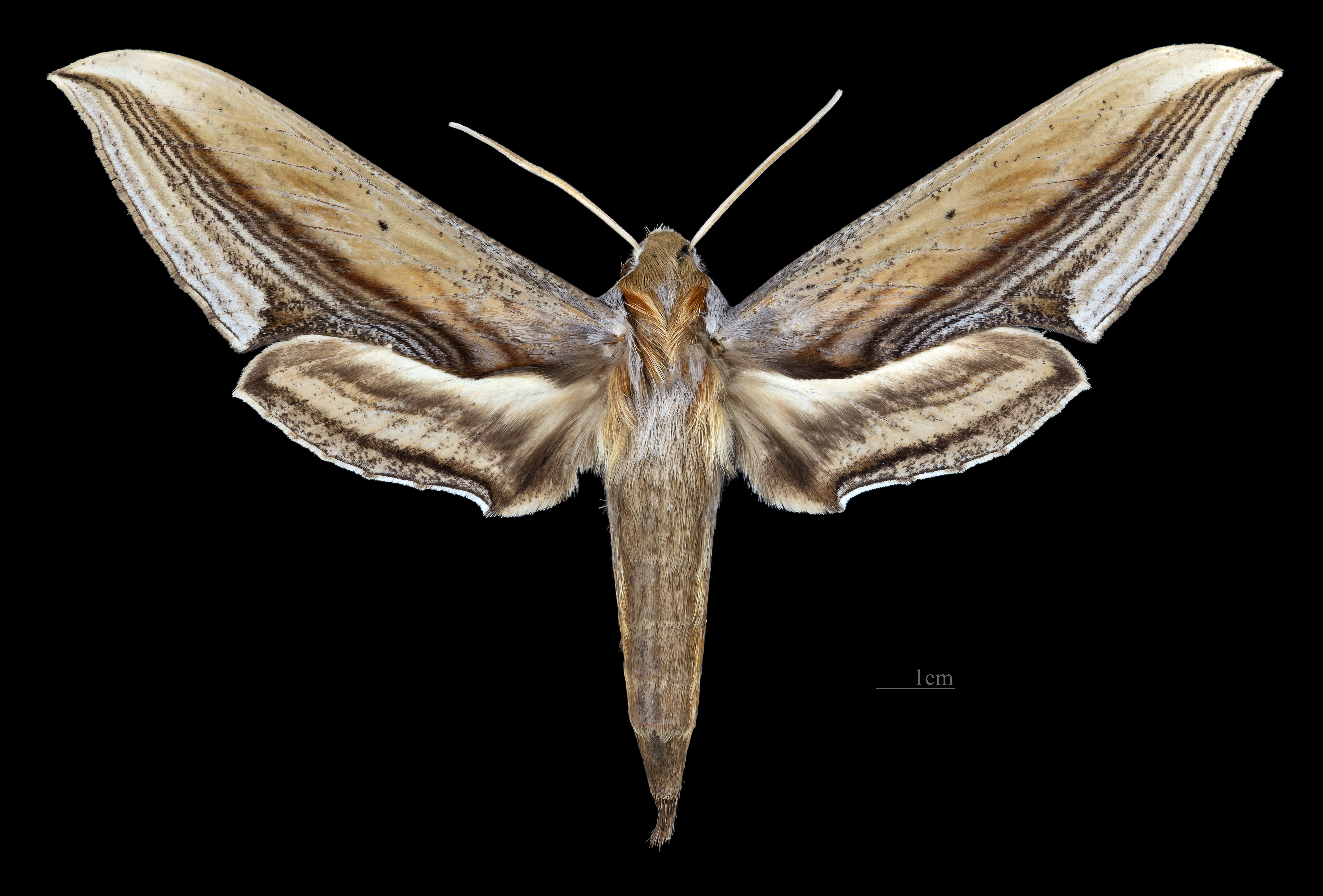
Avers de la femelle (coll.MHNT)
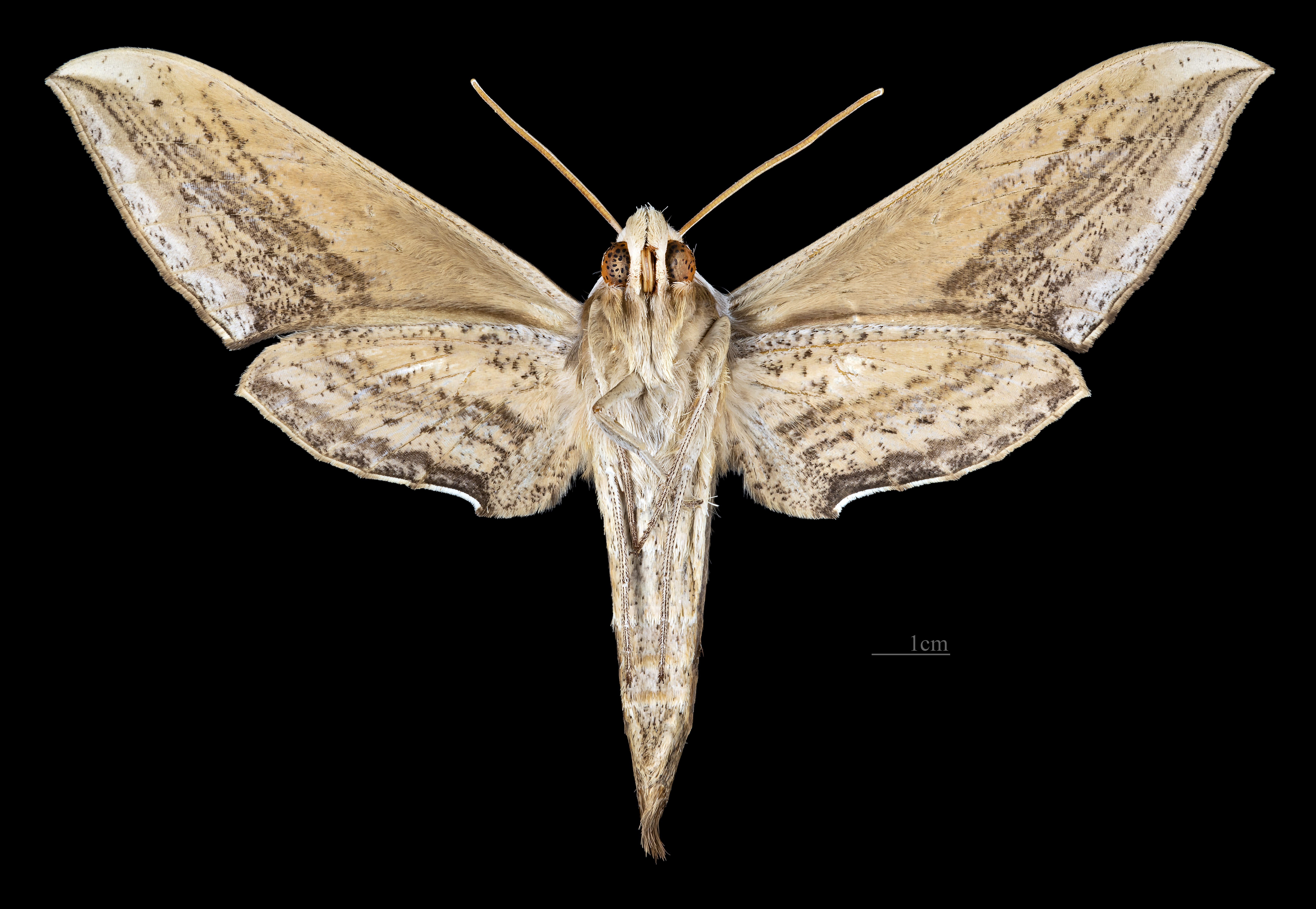
Revers de la femelle (coll.MHNT)
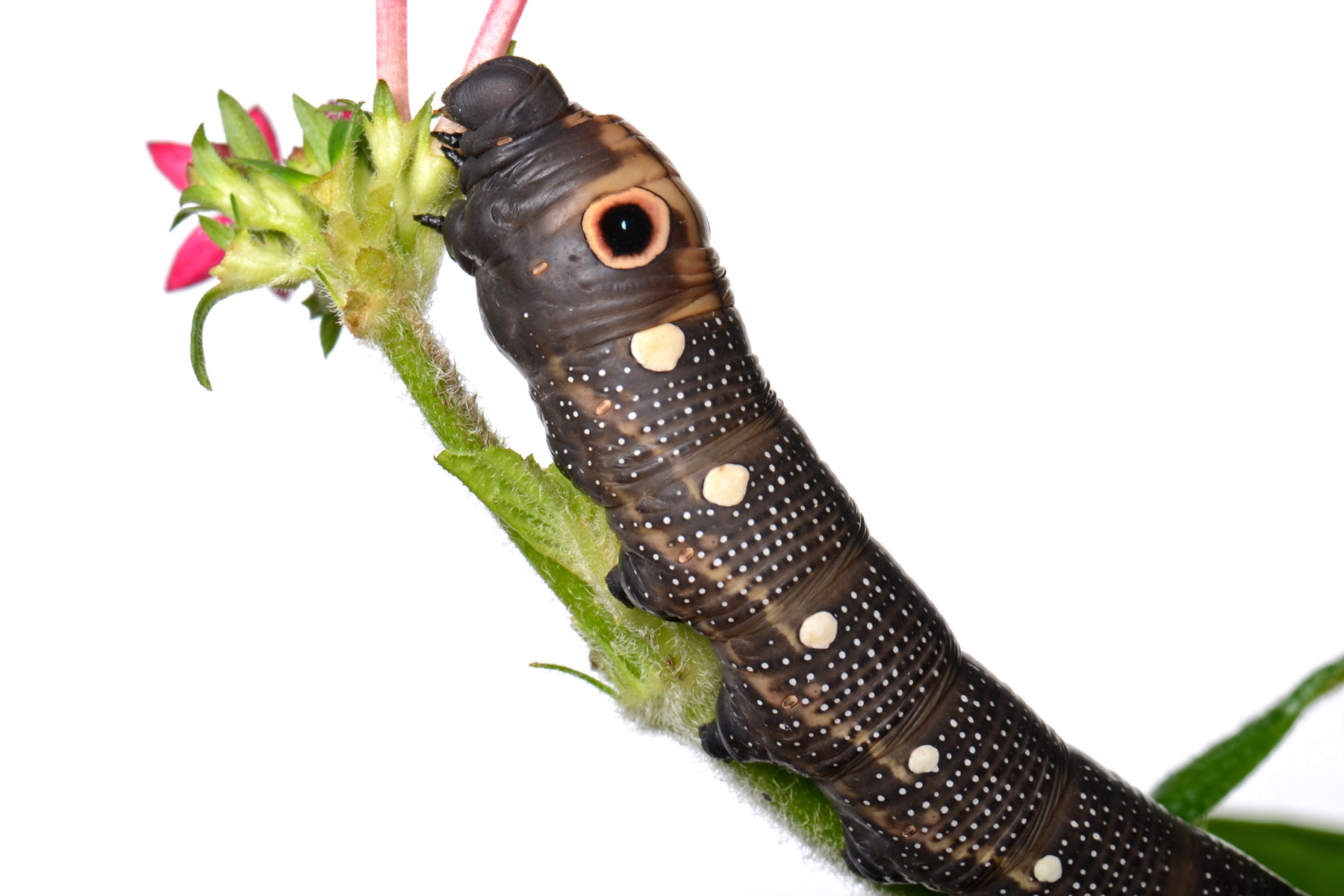
La chenille

## Biologie
Les chenilles se nourrissent de Bouvardia glaberrima . 
Les adultes sont en vol de juin à septembre en Arizona et continuellement sous les tropiques.

## Distribution et habitat
Distribution
L'espèce est connue au Honduras, au Guatemala, jusqu'au nord en Arizona et au Texas occidental, en passant par le Mexique.
Habitat
On le trouve généralement dans les forêts de chênes et le long des cours d’eau.

## Systématique
L'espèce Xylophanes falco a été décrite par Francis Walker en 1856 sous le nom initial de Chaerocampa falco.
Les localités types sont le Guatemala, le Honduras, le Mexico, l'Arizona, et le Texas.

### Synonymie
- Chaerocampa falco Walker, 1856 Protonyme
- Chaerocampa fugax Boisduval, 1870[3]
- Chaerocampa mexicana Erschoff, 1877[4]